# Synagoga Leszczyńska we Wrocławiu (ul. Ruska 20)
Synagoga Leszczyńska we Wrocławiu – nieistniejąca synagoga terytorialna, która znajdowała się we Wrocławiu, przy ulicy Ruskiej 20.
Synagoga została założona w połowie XIX wieku. Została przeniesiona ze starej siedziby mieszczącej się przy ulicy Szajnochy 7-8. Uczęszczały do niej głównie osoby pochodzące z regionu leszczyńskiego. W 1874 roku synagoga połączyła się z synagogą Tempel.